# Нивхи
Нивхите (самоназвание: нивхгу, ниғвӈгун; наричани още гиляки) са автохтонен народ, обитаващ северните части на о. Сахалин и устието на р. Амур в Русия.

## История
Нивхите на Сахалин са обитавали острова, когато той все още е бил свързан с континентална Азия. С края на последната ледникова епоха и покачването на нивото на световния океан, нивхите се оказват разделени чрез Татарския проток. Най-ранните сведения за нивхите датират от 12 век, в китайски хроники, където народът се споменава като „гилями“. През 1643 г. Василий Поярков става първият руснак, който пише за нивхите, наричайки ги „гиляки“ – тунгуски екзоним, който се използва до 1920-те години.
Отношенията на нивхите с айните в южните части на Сахалин са били основно враждебни, въпреки че съществуват сведения за търговия между двата народа. Нивхите пострадват тежко от нашествията на казаците и царската власт в Руската империя. Наричали пришълците „дяволи“. Имигрантите донасят на нивхите епидемии от грип, едра шарка и чума. Според Симодския трактат от 1855 г. о. Сахалин се управлява съвместно от Русия и Япония. Според Петербургския договор от 1875 г. Сахалин се управлява от Русия, ала през 1905 г. Портсмутският мирен договор разделя острова между Русия и Япония през 50-ия паралел северна ширина. Руснаците са позволявали на японци и нивхи да развиват района, но с цената на високи такси и забрани. През 1898 г. свръхуловът на риба в района причинява масов глад сред нивхите.
С установяването на съветската власт в Русия, настъпват големи промени в бита на нивхите. Малките селища се обединяват в по-големи, а хората са принудени да изоставят системата на сезонните зимни и летни селища. Създадени са колхози, а чрез манипулиране на заплатите, нивхите са принудени да изоставят риболова и да работят като дърводелци или земеделци. Съветският режим е особено репресивен към коренното население на острова през 1960-те и 1970-те години.
Крахът на съветския режим е последван от тежка икономическа ситуация в цялата страна. Това утежнява допълнително живота на и без това бедните нивхи. Към момента те се чувстват застрашени от масивните нефтодобивни проекти в Северен Сахалин и участват в множество протести, искащи прозрачност на плановете на Shell и Exxon.

## Бит
Нивхите са полуномадски народ – през лятото живеят покрай морето, а зимуват далече от него, покрай реки. Поминъкът им се състои основно от риболов, но също така и от лов и кучевъдство. Обществото им се базира на кланова система, а браковете им са екзогамни.

## Население
| 1897 | 1926 | 1959 | 1970 | 1979 | 1989 |
| ---- | ---- | ---- | ---- | ---- | ---- |
| 4549 | 4076 | 3717 | 4420 | 4397 | 4673 |

Докато към средата на 1920-те години почти всички нивхи говорят родния си език като първи, то в началото на 1990-те години едва 23% говорят нивх като първи език.